# Elizabeth Montagu

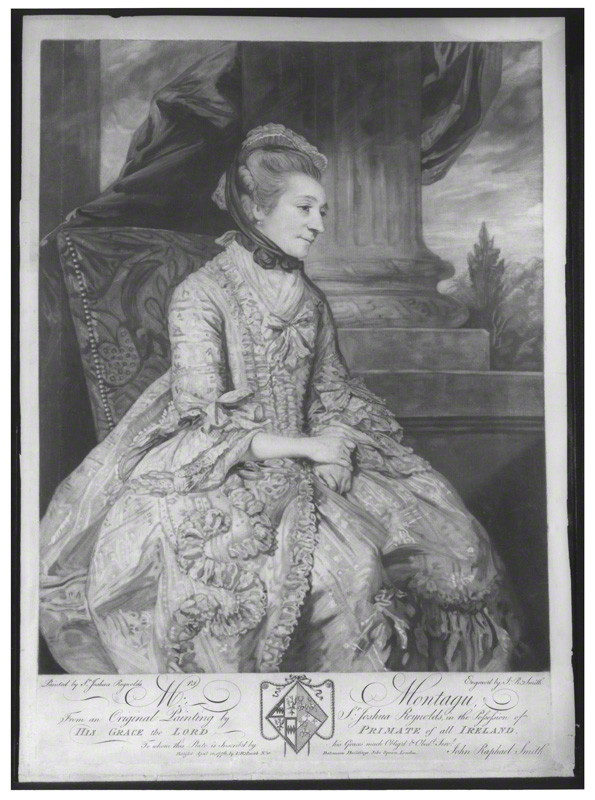
Elizabeth Montagu, gravura em mezzotinta, por John Raphael Smith segundo um retrato por Sir Joshua Reynolds, publicado em 10 de abril de 1776, 20 x 14 polegadas. Em 1776, o original de Reynolds estava em poder de seu primo, o Primaz da Irlanda, Richard Robinson, primeiro barão de Rokeby. Agora registrada como parte da coleção National Trust, item NT 592596, mezzotinta, Treasurer's House, York, mas não exposta.

Elizabeth Montagu (2 de outubro de 1718 - 25 de agosto de 1800) foi uma reformadora social britânica, patrona das artes, salonista, crítica literária e escritora que ajudou a organizar e liderar a Blue Stockings Society. Seus pais eram de famílias ricas, com fortes laços com a nobreza e intelectualidade britânicas. Era irmã de Sarah Scott, autora de A Description of Millenium Hall and the Country Adjacent. Ela se casou com Edward Montagu, um homem de muitas posses, e se tornou uma das mulheres mais ricas de sua época. Dedicou esta fortuna a promover a literatura inglesa e escocesa e em benefício dos pobres.

## Primeiros anos

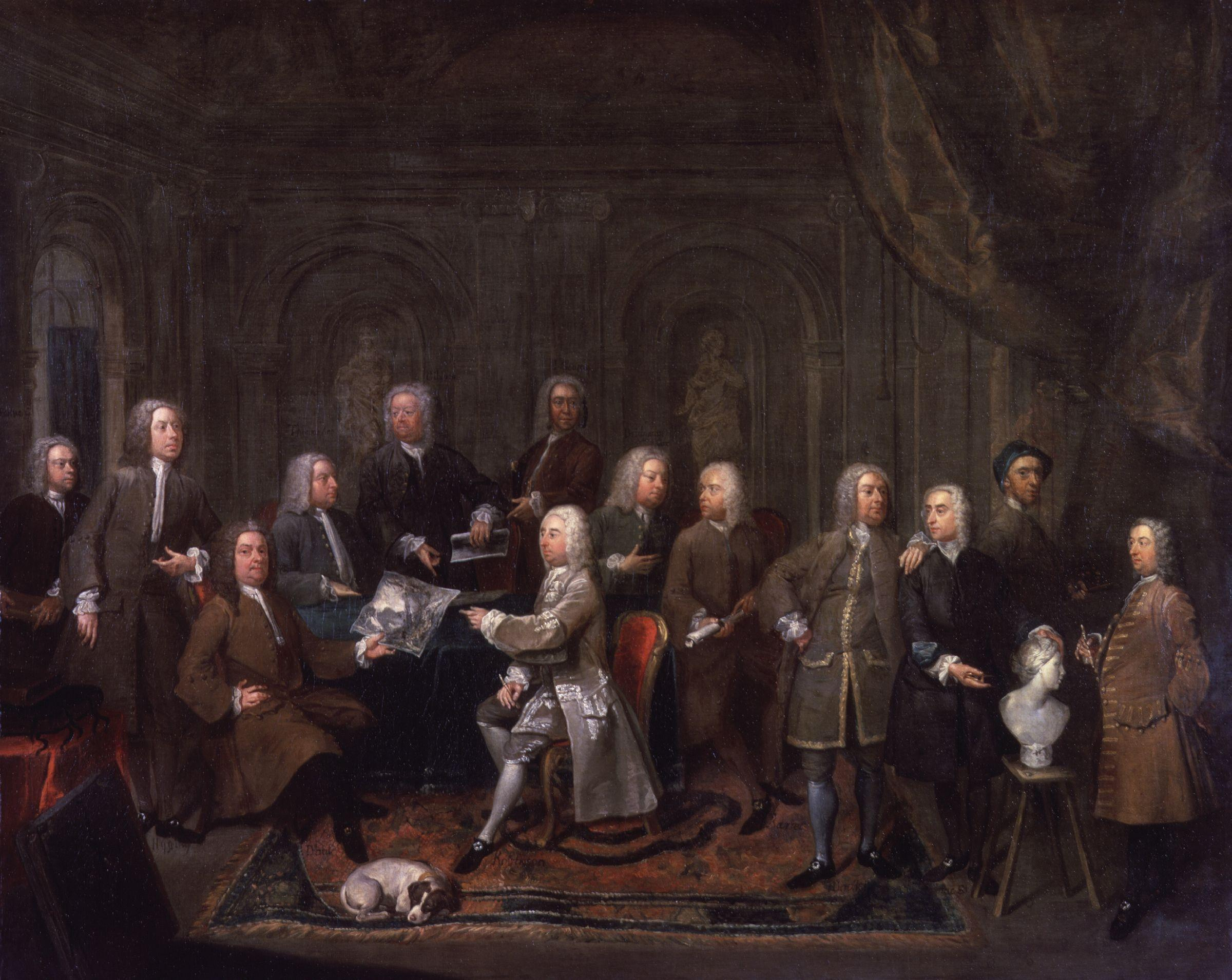
O pai de Montagu, Robinson, está no centro deste retrato de grupo dos Virtuosis de Gawen Hamilton.

Elizabeth nasceu em Yorkshire, filha de Matthew Robinson (1694-1778), de West Layton e Edgeley em Yorkshire, e Elizabeth, filha de Robert Drake, de Cambridge, com sua esposa Sarah Morris, filha de Thomas Morris de Mount Morris, Monks Horton. Era a mais velha de suas três filhas. Conyers Middleton, o proeminente professor de Cambridge, foi o segundo marido de sua avó Drake, Sarah Morris. Entre 1720 e 1736, a família possuía parte do que hoje é propriedade do National Trust,a Treasurer's House, em York. Elizabeth e sua irmã Sarah, a futura romancista Sarah Scott, passaram o tempo quando crianças em estadias prolongadas com o Dr. Middleton, já que ambos os pais eram um tanto distantes. As duas meninas aprenderam latim, francês e italiano e estudaram literatura. Quando criança, Elizabeth e Sarah, em particular, eram muito próximas, mas se separaram depois que Sarah adoeceu com varíola.
Quando jovem, Elizabeth tornou-se amiga de Lady Margaret Harley, mais tarde a Duquesa de Portland, a única filha sobrevivente de Edward Harley, 2º Conde de Oxford e Conde Mortimer. Lady Margaret e Elizabeth correspondiam-semanalmente quando separadas e eram inseparáveis quando juntas. Ela passou um tempo com Lady Margaret em Londres e conheceu muitas das célebres figuras da década de 1730, incluindo o poeta Edward Young e o pensador religioso Gilbert West. Na casa de Lady Margaret, homens e mulheres falavam como iguais e se envolviam em conversas espirituosas e intelectuais. A sra. Montagu usou mais tarde esse modelo de discurso intelectual em seus salões. As visitas a Lady Margaret tornaram-se mais importantes para Elizabeth quando sua mãe herdou uma residência de campo em Kent e fez dela sua casa, com as filhas.

## Casamento com Montagu
Em 1738, Montagu escreveu a Harley explicando que não desejava homens nem se casar. Via o casamento como uma convenção racional e conveniente e não supunha ser possível amar um homem. Em 1742 ela se casou com Edward Montagu, neto de Edward Montagu, primeiro conde de Sandwich, que possuía numerosas minas de carvão e tinha várias rendas e propriedades em Northumberland. Ela tinha vinte e dois anos e ele, cinquenta. O casamento foi vantajoso, mas aparentemente não foi muito apaixonado. Mesmo assim, ela teve um filho, John, no ano seguinte, e ela amava imensamente seu filho. Quando ele morreu inesperadamente em 1744, ficou arrasada. Elizabeth e Edward permaneceram amigos durante todo o tempo que permaneceram juntos, mas não havia mais filhos ou gestações. Antes da perda de seu filho, não tinha sido muito religiosa, mas sua morte levou-a a considerar a religião mais e mais. Enquanto isso, sua irmã, Sarah Scott, estava se tornando cada vez mais devota.
Elizabeth manteve uma companheira feminina com ela a maior parte do tempo. Essa pessoa não era exatamente uma criada, mas atuava nesse papel. Esperava-se dela que levasse coisas e ajudasse Elizabeth em sua rotina diária. Barbara Schnorrenberg sugere que Sarah Scott estava nessa função e diz que há boas razões para sugerir que ela se casou mal para escapar dessa situação (Schnorrenberg 723). Depois que a mãe de Elizabeth morreu, seu pai mudou-se para Londres com sua governanta / possivelmente amante, sem dar nenhum dinheiro para seus filhos. Quando Sarah foi removida de seu casamento ruim, o pai de Elizabeth (em cuja ala ela estava) não apenas não lhe deu nenhuma ajuda financeira, mas proibiu Elizabeth ou Matthew, seu irmão, de aliviar sua aflição.
Começando em 1750, ela e Edward estabeleceram uma rotina onde iriam a Londres em Mayfair no inverno e depois, na primavera, iriam a Sandleford em Berkshire, que tinha sido dele desde 1730. Ele então ia para Northumberland e Yorkshire para administrar seu negócio. posses, enquanto ela ocasionalmente o acompanhava para a mansão da família em East Denton Hall, uma mansão de 1622 na West Road, em Newcastle upon Tyne.

## Salões e vida cultural

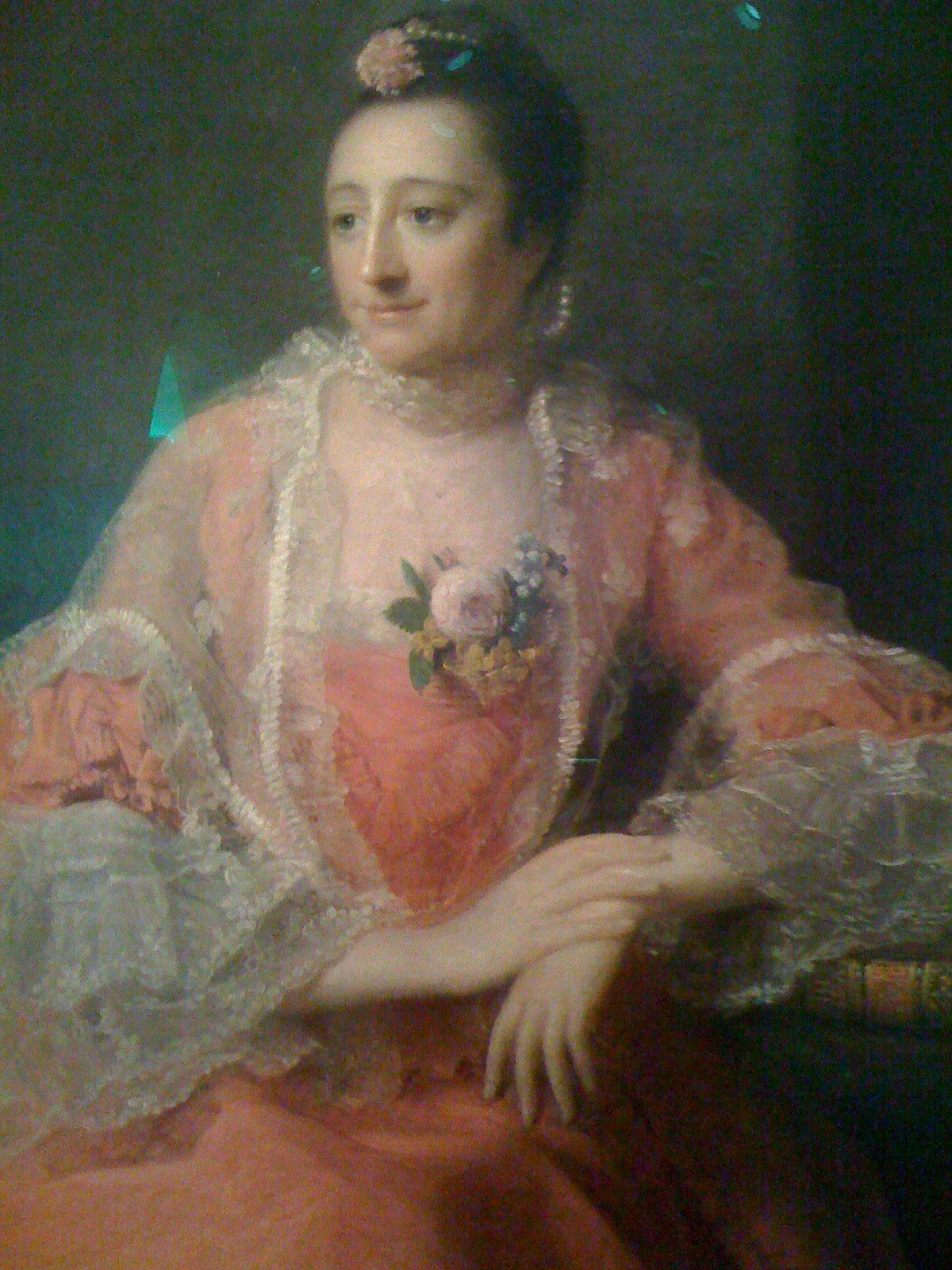
Retrato de Elizabeth Montagu, por Allan Ramsay, 1762.

Em Londres, Elizabeth começou a ser uma anfitriã célebre. Organizou cafés da manhã literários com Gilbert West, George Lyttelton e outros. Em 1760, estes se transformaram em entretenimentos noturnos com grande comparecimento. Jogos de cartas e bebidas fortes eram proibidos nesses eventos, que agora eram conhecidos como eventos bluestocking.
Em 1770, sua casa em Hill Street se tornara o principal salão de Londres. Samuel Johnson, Sir Joshua Reynolds, Edmund Burke, David Garrick e Horace Walpole estavam todos nesse círculo. Para os escritores, ser apresentado significava patrocínio, e Montagu patrocinou inúmeros autores, incluindo Elizabeth Carter, Hannah More, Frances Burney, Anna Barbauld, Sarah Fielding, Hester Chapone, James Beattie e Anna Williams. A anfitriã de Samuel Johnson, Hester Thrale, também era uma visitante ocasional em Hill Street. Entre seus persistentes admiradores estava o médico Messenger Monsey. Entre as bluestockings, Elizabeth Montagu não era a personalidade dominante, mas era a mulher dos maiores meios financeiros, e era sua casa, bolsa e poder que tornavam a sociedade possível. Como crítica literária, ela era fã de Samuel Richardson, tanto dos Fielding (Henry Fielding e Sarah Fielding) quanto de Fanny Burney, e ficou satisfeita ao descobrir que Laurence Sterne era um parente distante. Era parente de Laurence Sterne através da família Botham. Sterne confiou-lhe a disposição de seus papéis em sua partida para a França. Ele estava com problemas de saúde e a perspectiva de sua morte no exterior era real. Era uma defensora da Reliques of Ancient English Poetry do Bispo Percy.
Ela também realizou eventos semelhantes em sua residência na casa do centro (# 16) do Royal Crescent, Bath.

## Bluestockings e escrita
Elizabeth era uma bluestocking. Chamada de "Queen of the Blues", Elizabeth Montagu liderou e hospedou a Blue Stockings Society na Inglaterra a partir de 1750. Era uma organização livre de mulheres privilegiadas interessadas em educação, mas que  diminuiu em popularidade no final do século XVIII. Reuniam-se para discutir literatura e também convidaram homens instruídos a participar. Falar de política era proibido; literatura e artes eram os principais temas. Muitas das mulheres bluestockings apoiavam-se mutuamente em atividades intelectuais como  leitura, artes e escrita. Muitas também publicaram literatura.

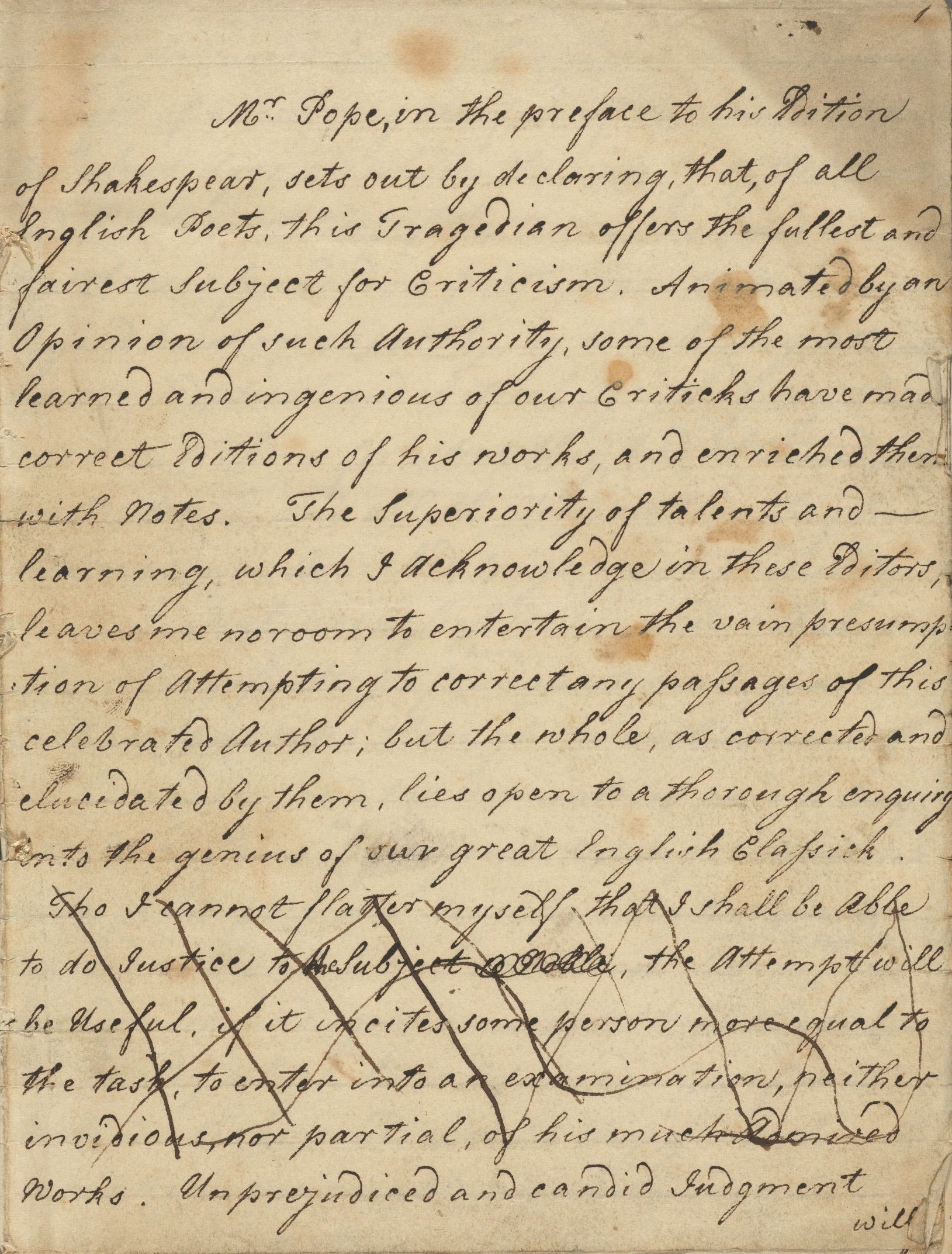
Rascunho do prefácio de An essay on the writings and genius of Shakespear, de 1769, por Elizabeth Montagu. Acervo da Houghton Library; Universidade Harvard, Estados Unidos

Elizabeth Montagu publicou dois trabalhos em sua vida. George Lyttleton, em 1760, encorajou Elizabeth a escrever Dialogues of the Dead e contribuiu com três seções para o trabalho, anonimamente. (Sua autoria é testemunhada em outro lugar.) Consiste em uma série de conversas entre vivos e mortos ilustres, e servia como uma sátira da vaidade e dos costumes do século XVIII. Em 1769, publicou An Essay on the Writings and Genius of Shakespear. Nela, ela proclama que Shakespeare foi o maior poeta inglês e, de fato, o maior poeta de qualquer nação. Ela também ataca o Preface to Shakespeare, de Samuel Johnson, de 1765, por não ter elogiado suficientemente as peças de Shakespeare. Embora Johnson tenha lidado com o texto, a história e as circunstâncias da edição, Montagu escreveu sobre os personagens, enredos e belezas do verso em Shakespeare e viu nele uma defesa de todas as coisas inerentemente inglesas. Quando o livro foi inicialmente publicado anonimamente, acreditava-se que foi escrito por Joseph Warton, mas em 1777 o nome dela apareceu na página de rosto. Johnson, por sua vez, foi afastado de Montagu neste momento.

## Anos finais e morte
No final da década de 1760, Edward Montagu adoeceu e Elizabeth cuidou dele, embora se ressentisse de abandonar sua liberdade. Ele morreu em 1775. Em 1776, ela adotou seu sobrinho, o órfão de seu irmão. Matthew Robinson, a criança, manteve o nome de sua família, mas foi nomeado herdeiro de Elizabeth. Nesse ponto, o carvão e os terrenos que Montagu passou para Elizabeth foram responsáveis por uma renda de £ 7.000 por ano. Ela administrava bem sua riqueza e propriedades e, com sua morte, seus rendimentos de carvão valiam 10.000 libras por ano.

Em 1777 começou a trabalhar na Montagu House em Portman Square, em Londres, em 1781, em terras arrendadas por 99 anos. Também expandiu Sandleford Priory na década de 1780, e Capability Brown projetou seu jardim e alterou o parque. Morreu em Montagu House, em Londres, em 25 de agosto de 1800 e deixou Sandleford e todo o seu dinheiro para Matthew Robinson, seu sobrinho.